# ۲۴ فوریه
۲۴ فوریه پنجاه و پنجمین روز سال در گاه‌شماری میلادی است. ۳۱۰ روز (در سال‌های کبیسه ۳۱۱روز) تا پایان سال باقی‌است.

## رویدادها
- ۱۸۴۸ - قیام مردم فرانسه علیه لوئی فیلیپ و برکناری او از پادشاهی
- ۱۹۱۸ - اعلام استقلال استونی از شوروی
- ۱۹۴۹ - امضای قرارداد آتش‌بس میان اسرائیل و مصر
- ۲۰۲۲ - آغاز تهاجم روسیه به اوکراین

## زادروزها
- ۱۵۵۷ - ماتیاس، پادشاه روم، مجارستان، بوهم و کرواسی.
- ۱۷۵۰ - فرانسوا بارتلمی، سیاستمدار و مورخ فرانسوی.
- ۱۸۳۱ - لئو فون کاپریوی، سیاستمدار و صدر اعظم آلمان.
- ۱۸۳۶ - وینسلو هومر، نقاش آمریکایی.
- ۱۸۷۶ - مارتین دابلیو. بیتس، سناتور سابق آمریکایی عضو حزب ویگ.
- ۱۸۸۵ - استانیسواف ایگناتسی ویتکیویچ، نقاش، نویسنده و عکاس اهل لهستان.
- ۱۹۲۷ - امانوئل ریوا، بازیگر اهل فرانسه.
- ۱۹۳۱ - دومینیک کیانزه، بازیگر و خواننده آمریکایی.
- ۱۹۳۸ - جیمز فارنتینو، بازیگر آمریکایی.
- ۱۹۴۳ - لویجی مرونی، بازیکن فوتبال اهل ایتالیا.
- ۱۹۴۵ - بری باستویک، بازیگر آمریکایی.
- ۱۹۵۵ - استیو جابز، کارآفرین و مخترع اهل ایالات متحده آمریکا، و بنیانگذار و مدیر ارشد اجرایی شرکت رایانه‌ای اپل.
- ۱۹۶۱ - امیلیو ریورا، بازیگر آمریکایی.
- ۱۹۶۶ - بیلی زین، بازیگر آمریکایی.
- ۱۹۷۴ - بانی سامرویل، بازیگر آمریکایی.
- ۱۹۷۴ - نائومی اسنیکوس، بازیگر کانادایی.
- ۱۹۷۷ - فلوید می‌ودر، بوکسور آمریکایی.
- ۱۹۸۲ - فالا چن، بازیگر و خواننده چینی.
- ۱۹۸۸ - الکساندر کخ، بازیگر آمریکایی.
- ۱۹۸۹ - تریس سایرس، موسیقی‌دان آمریکایی.
- ۱۹۹۱ - اوشی جکسون جونیور، بازیگر و خواننده آمریکایی.

## درگذشت‌ها
- ۱۷۱۴ - ادموند اندروس، سیاستمدار اهل پادشاهی بریتانیای کبیر.
- ۱۷۷۷ - ژوزه یکم، پادشاه پرتغال.
- ۱۷۹۹ - جرج کریستف لیختنبرگ، دانشمند آلمانی.
- ۱۸۵۶ - نیکلای لوباچفسکی، ریاضی‌دان اهل روسیه.
- ۱۹۱۴ - جاشوآ چمبرلین، سیاستمدار و ارتشی آمریکایی.
- ۱۹۲۵ - یالمار برانتینگ، سیاستمدار اهل سوئد.
- ۱۹۳۶ - جمیل صدقی زهاوی، شاعر عربی-عراقی.
- ۱۹۵۵ - خلیل طوطح، دانشمند آموزشی، آموزگار و نویسندهٔ فلسطینی. [۱]
- ۱۹۷۰ - کنراد نیگل، بازیگر آمریکایی.
- ۱۹۷۵ - نیکلای بولگانین، سیاستمدار اهل شوروی.
- ۱۹۸۶ - تامی داگلاس، سیاستمدار نامدار کانادایی.
- ۱۹۹۳ - بابی مور، بازیکن فوتبال اهل انگلستان.
- ۱۹۹۴ - ژان سابلو، بازیگر و خواننده آمریکایی.
- ۲۰۰۱ - کلود شانون، ریاضی‌دان آمریکایی و پدر نظریه اطلاعات.
- ۲۰۰۶ - اکتاویا باتلر، نویسنده علمی-تخیلی آمریکایی-آفریقایی تبار.
- ۲۰۰۷ - بروس بنت، بازیگر آمریکایی.
- ۲۰۱۴ - هارولد ریمیس، بازیگر و کارگردان آمریکایی.
- ۲۰۲۰ - کاترین جانسون، فیزیک‌دان و ریاضی‌دان آمریکایی-آفریقایی تبار.